# Amtsgericht Jever

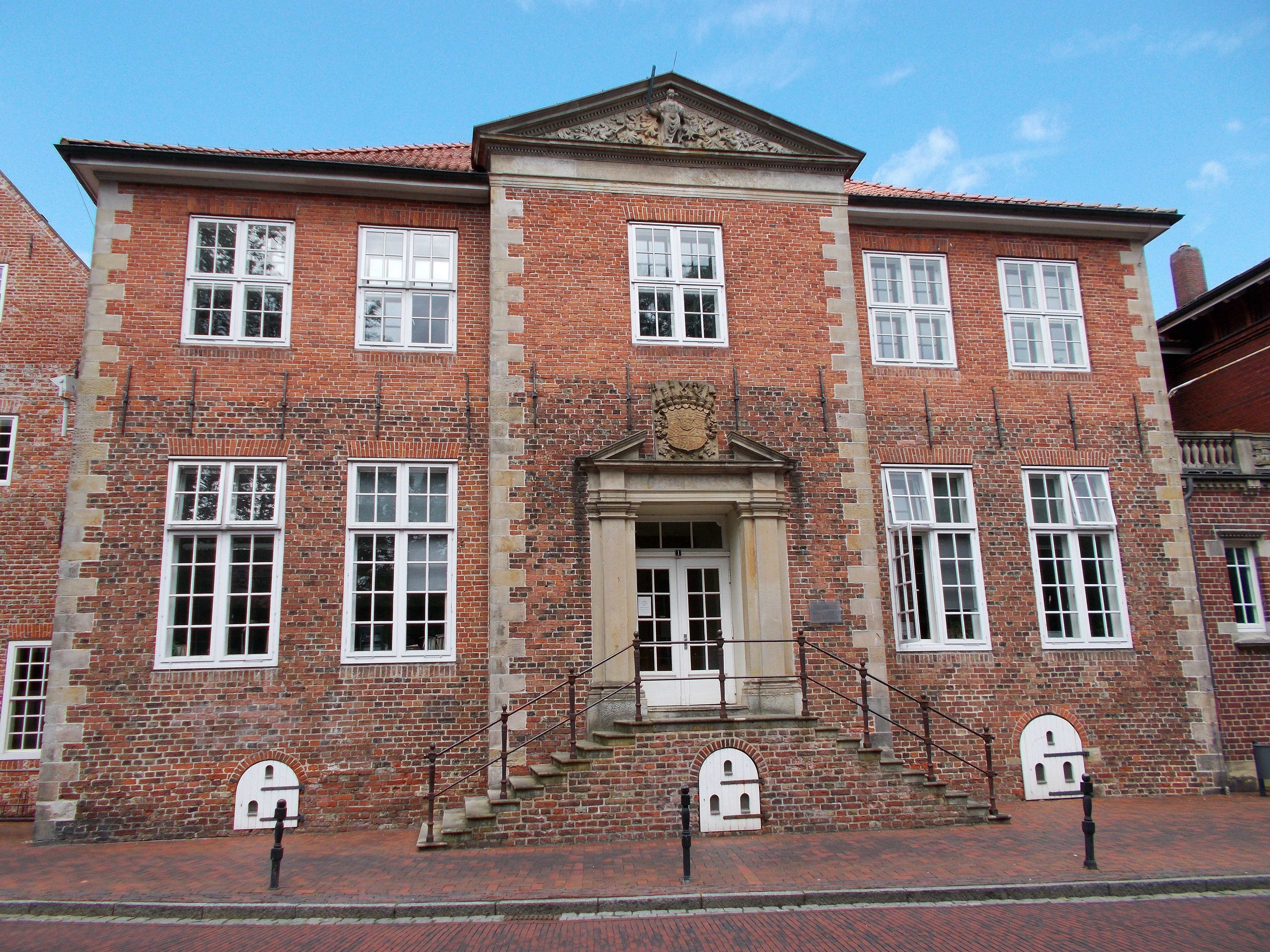
Amtsgericht Jever

Das Amtsgericht Jever ist ein Gericht der ordentlichen Gerichtsbarkeit und eines von elf Amtsgerichten im Bezirk des Landgerichts Oldenburg.
Sitz des Gerichts ist Jever im Landkreis Friesland in Niedersachsen, der Gerichtsbezirk umfasst den nördlichen Teil des Landkreises mit den Städten Jever und Schortens sowie den Gemeinden Sande, Wangerland und Wangerooge. Dem Amtsgericht Jever übergeordnet ist das Landgericht Oldenburg, zuständiges Oberlandesgericht ist das Oberlandesgericht Oldenburg.

## Geschichte
Im Großherzogtum Oldenburg war das Amt Jever Eingangsgericht und dem Landgericht Jever nachgelagert. Mit dem Gerichtsverfassungsgesetz vom 29. August 1857 wurde das Gerichtswesen neu geordnet. Die Ämter blieben Eingangsinstanzen. Jedoch wurde Rechtsprechung und Verwaltung personell getrennt. In jedem Amt gab es neben dem Amtmann nun einen Justizamtmann, der ausschließlich für die Rechtsprechung in seinem Amt (es wurde daher auch von dem Amt als Amtsgericht gesprochen). Das Landgericht Jever wurde aufgehoben. Nun war das Obergericht Vechta die übergeordnete Instanz. Mit dem Inkrafttreten der Reichsjustizgesetze wurde die Gerichtsorganisation 1879 neu geordnet und das Amtsgericht Jever wurde gebildet.

## Gerichtsgebäude
Das Amtsgerichtsgebäude besteht im Wesentlichen aus drei zusammenhängenden Gebäudeteilen und steht unter Denkmalschutz.